# Alessio Melisseno Strategopulo
Alessio Melisseno Strategopulo, o Melissene (in greco Ἀλέξιος Στρατηγόπουλος?; ... – 1271/75), è stato un generale bizantino che, sotto il regno di Michele VIII Paleologo (1259-1282), ricoprì le cariche di megas domestikos dal 1258 fino al 1259, poi di Cesare dal 1259 fino alla morte.
Fu uno dei protagonisti della battaglia di Pelagonia (1259) e l'artefice della riconquista di Costantinopoli, nel 1261, con soli 800 uomini. Alessio Strategopulo fu il primo bizantino a rimettere piede nella capitale che era in mano ai crociati da cinquantasette anni.

## Biografia

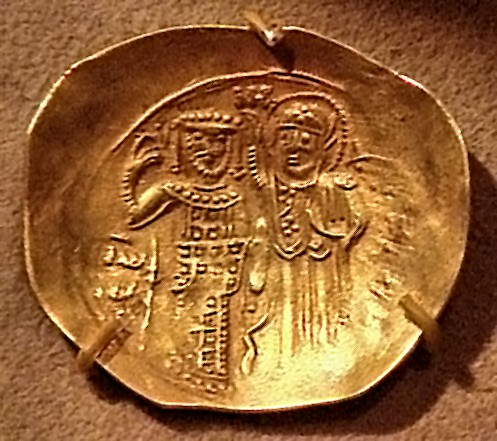
Hyperpyron di Giovanni III Vatatze

### Gioventù
Non si hanno dati sulla nascita di Alessio Strategopulo; si sa solo che proveniva da una famiglia nobile dell'impero di Nicea. È molto probabile che Alessio fosse imparentato con la famiglia dei Comneni, visto il ritrovamento di un sigillo del 1255 circa recante l'iscrizione «Alessio Strategopulo della famiglia dei Comneni», sebbene non si sia ancora riusciti a ricostruire il rapporto di parentela.
Divenuto generale, riuscì a guadagnarsi il titolo di dux militum ed entrò a far parte dell'aristocrazia nicena, guidata dal mega domestico e futuro imperatore Michele Paleologo.

### Prima campagna in Epiro
Alessio Strategopulo è citato per la prima volta nella cronaca di Giorgio Acropolita quando, nel 1250 circa, l'imperatore bizantino Giovanni III Vatatze (1221-1254) lo inviò come ambasciatore, insieme a Michele Paleologo, Giovanni Macreno e Gudelus Tyrannus, con l'incarico di condurre i negoziati nel despotato d'Epiro con il despota Michele II Ducas (1230-1271). Nel 1252-1253 fu a capo di un distaccamento dell'esercito bizantino, con il compito di saccheggiare le aree del despotato d'Epiro intorno al lago d'Ostrovo. Nel 1254 il suo quartier generale era a Serres e, negli anni successivi, partecipò insieme al Pinkernēs Costantino Tornikes ad una campagna contro la fortezza di Tzepaina nella zona occidentale dei monti Rodopi, dalla quale, tuttavia, i due generali uscirono sconfitti.

### Colpo di Stato

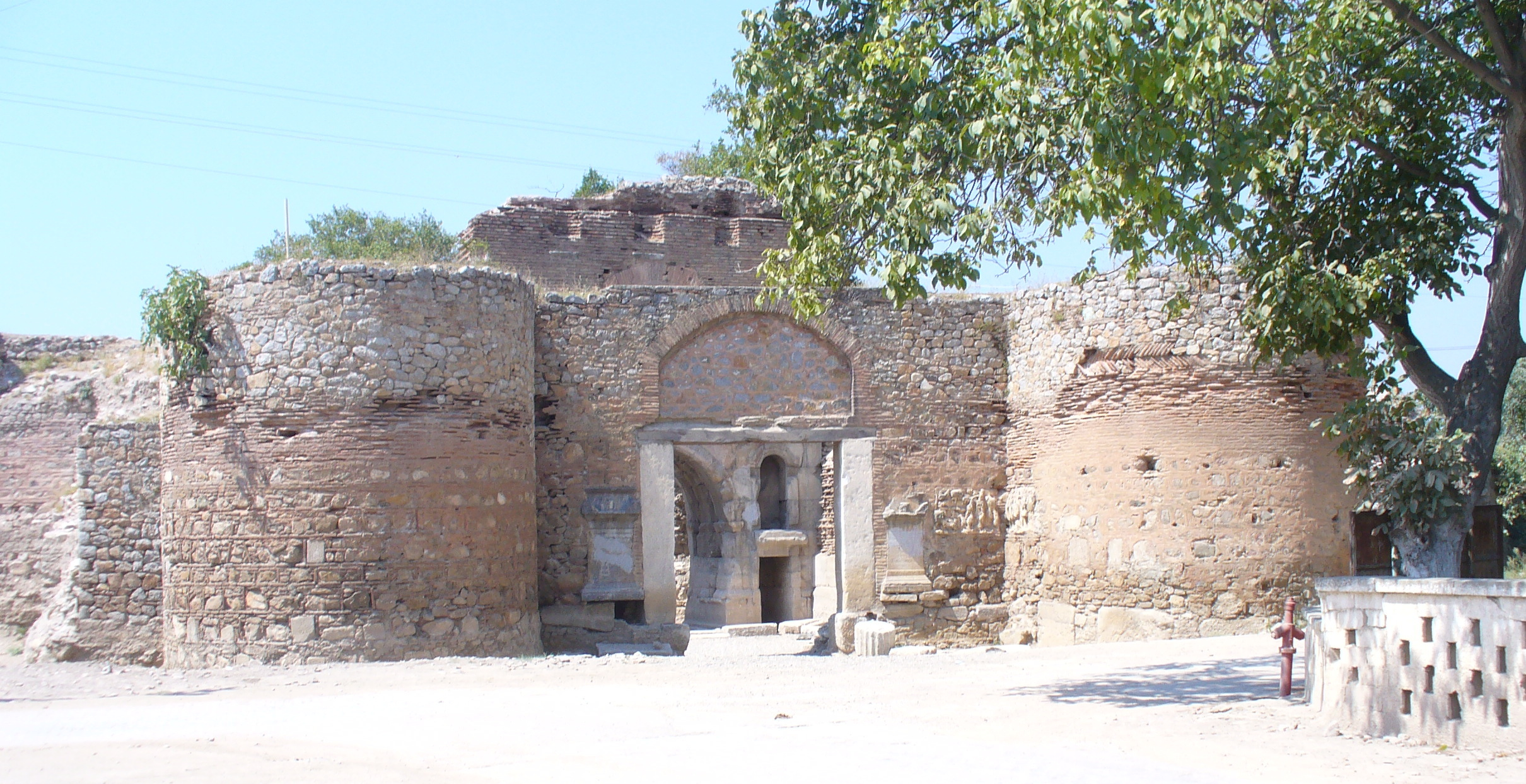
Una porta militare delle mura di Nicea

Nel 1258, a causa della sua stretta connessione con la fazione aristocratica nicena fu rimosso dai suoi uffici dopo che l'imperatore Teodoro II Lascaris (1254-1258), successore di Giovanni III, aveva fatto incarcerare Michele Paleologo, suo grande amico e capo della fazione nicena. Michele, che era considerato il miglior generale bizantino del tempo, amato e stimato dal popolo e dall'intera corte bizantina, fu incarcerato a causa della gelosia che Teodoro provava per lui. Successivamente, Alessio fu addirittura incarcerato insieme a Michele, con il quale condivise probabilmente la stessa cella. Sorte peggiore toccò a Costantino, figlio di Alessio, che fu accecato, in quanto considerato da Teodoro un traditore.
Il 18 agosto del 1258 Teodoro morì a soli trentasei anni, a causa di un attacco di epilessia, lasciò il trono nelle mani del figlio sedicenne Giovanni IV Lascaris (1258-1261). Immediatamente Michele fu scarcerato, visto che tutti a Nicea lo stimavano, ed egli non sì scordò dell'amico di prigionia che fece liberare. Alessio, quasi sicuramente a conoscenza del progetto di assassinare il reggente al trono Giorgio Muzalon, fu uno dei maggiori sostenitori dell'ascesa al trono di Michele. Nel giro di pochi giorni dalla scarcerazione di Michele, questi fu assassinato mentre stava pregando in chiesa per l'anima dell'imperatore morto, finendo squartato sull'altare maggiore. Il complotto quasi sicuramente fu organizzato da Michele, visto che Giorgio Muzalon era il reggente al trono e visto anche che Michele era presente all'assassinio, non facendo nulla per impedirlo. Michele fu quindi nominato reggente di Giovanni, divenne successivamente addirittura coimperatore, col nome di Michele VIII (1259-1282). Il nuovo reggente voleva circondarsi di persone fidate, quindi elevò il fidato Alessio alla carica di mega domestico.

### La battaglia di Pelagonia

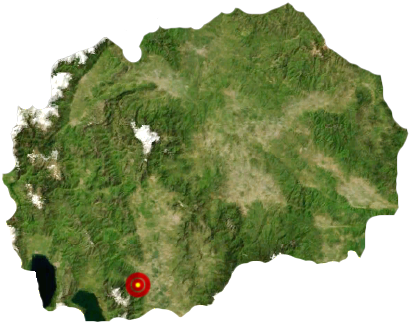
La città di Bitola nell'attuale Macedonia del Nord, dove fu combattuta la battaglia di Pelagonia.

Nel 1259 Michele assegnò al fratello, il sebastocratore Giovanni Paleologo, e ad Alessio un forte contingente bizantino che si trovava in Macedonia. Poco dopo diede ordine di attaccare i nemici, latini ed epiroti, che avevano costituito una lega anti—nicena.
I due eserciti erano schierati davanti a Pelagonia: per buona sorte dei bizantini l'esercito nemico di fatto si autodistrusse in quanto formato da due alleanze importanti: impero latino e despotato d'Epiro. Il despota Michele e il figlio Giovanni Ducas ritenevano erroneamente che, appena si fossero scontrati coi bizantini, i latini sarebbero fuggiti in modo che l'esercito del despotato potesse essere massacrato. Giovanni il Bastardo, anch'egli figlio di Michele II Ducas, passò dalla parte dei bizantini, perché Guglielmo II di Villehardouin (1246-1278) lo schernì ricordandogli che era nato da una relazione extraconiugale. Il principe d'Acaia aveva inoltre fra i suoi alleati Manfredi, che per assicurar per sé la corona di Sicilia si era schierato con gli stati cattolici d'oriente, in modo da accattivarsi il consenso papale.
Quando iniziò la battaglia Giovanni Paleologo e Alessio si ritrovarono a combattere soli contro la cavalleria di Manfredi e di Villehardouin, ma questa fu in poco tempo massacrata dagli arcieri cumani dello schieramento bizantino. In breve Manfredi si arrese, mentre Villehardouin fuggì e si nascose in un pagliaio nei pressi di Castoria; tuttavia fu ritrovato e riconosciuto per i suoi denti sporgenti e quindi catturato.

### Seconda campagna in Epiro

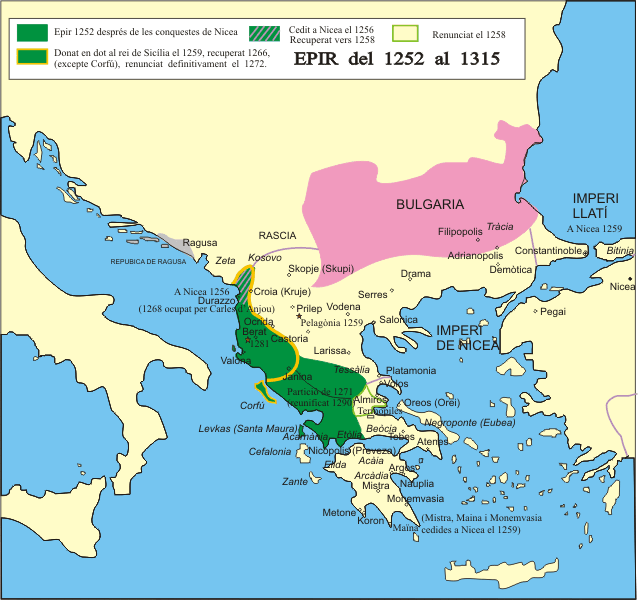
Il despotato d'Epiro dal 1252 al 1315

Dopo questa grande vittoria l'esercito bizantino si divise in due parti: Giovanni Paleologo andò alla conquista della Tessaglia, mentre Alessio marciò verso il despotato d'Epiro, dove espugnò la capitale, Arta, liberò molti prigionieri bizantini e costrinse il despota Michele a fuggire nell'isola di Cefalonia. Per aver conquistato Arta, Michele elevò Alessio al rango di cesare.
Alessio fu incaricato da Giovanni Paleologo di proteggere i territori nuovamente riconquistati, ma nel 1260 ne perse tuttavia la maggior parte, di fronte al figlio del despota, Niceforo a sua volta futuro despota, che era sbarcato insieme al padre e a un esercito mercenario italiano, con cui riconquistò la maggior parte dei territori perduti, compresa Arta, grazie anche alla popolazione epiriota la quale sì ribellò ai bizantini. L'esercito epiriota si scontrò con le forze di Alessio a Trikorfon, nei pressi di Naupatto. I bizantini furono sconfitti e Alessio stesso fu catturato e imprigionato. Venne però liberato dopo pochi mesi, grazie a un accordo tra Michele II e Michele VIII.

### La riconquista di Costantinopoli

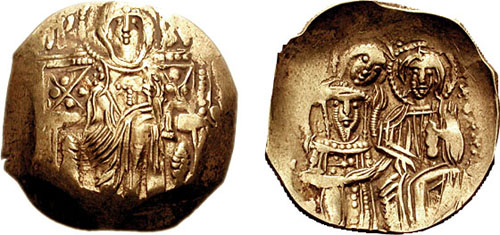
Hyperpyron di Michele VIII Paleologo, che è rappresentato inginocchiato di fronte a Cristo; questa moneta vuole celebrare la liberazione della capitale dell'impero bizantino, Costantinopoli, dai crociati nel 1261.

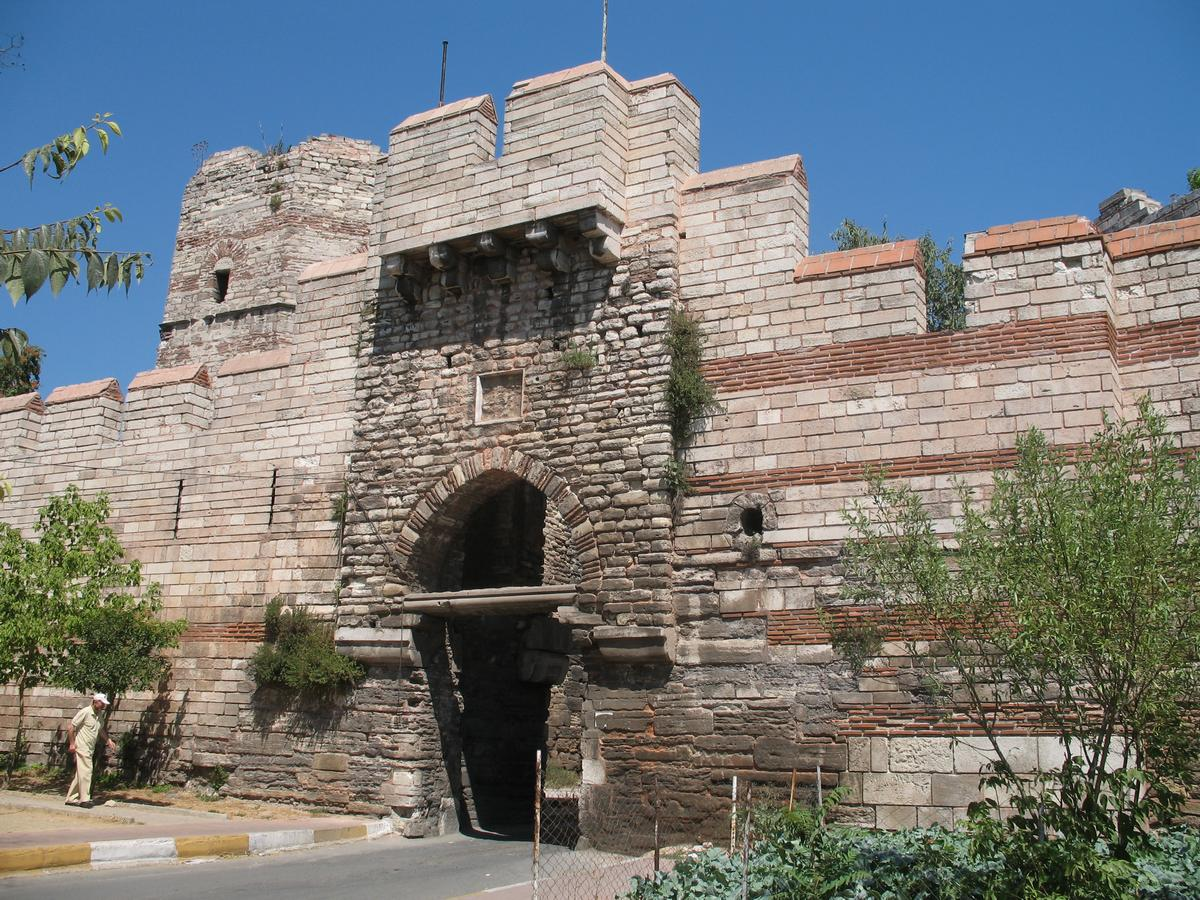
La porta Pege o porta di Selimbria, attraverso la quale gli 800 soldati di Alessio Strategopulo entrarono a Costantinopoli, nella notte del 25 luglio 1261.

Nonostante questi avvenimenti, Michele non sì scoraggiò di continuare i suoi progetti di espansione nei Balcani, in più egli mirava a riconquistare Costantinopoli, dal 1204 nelle mani dell'impero latino. Michele aveva altresì concluso un'alleanza con la repubblica di Genova (trattato di Ninfeo) e nel luglio del 1261 mandò Alessio Strategopulo con un piccolo esercito di circa 800 uomini, quasi tutti mercenari cumani, in Tracia a compiere piccole azioni di disturbo, per controllare come erano disposte le difese di Costantinopoli (ancora in mano latina). Alessio doveva anche andare sulla frontiera bulgara per fare una dimostrazione di forza nei confronti dello zar bulgaro Costantino Tich Asen (1257-1277) che era impegnato nel tentativo di impedire al basileus Michele la riconquista di Costantinopoli. Quando Alessio arrivò a Selimbria, venne a sapere dagli agricoltori del luogo (thelematarioi), che l'intera guarnigione latina insieme alla flotta veneziana era partita per attaccare l'isola di Dafnusia che dominava l'accesso al Bosforo del Mar Nero, appartenente all'impero di Nicea. I suoi informatori gli indicarono anche una porticina, attraverso la quale un manipolo di soldati poteva entrare facilmente senza essere notato. Inizialmente, Alessio era un po' riluttante nel voler attaccare Costantinopoli, viste le piccole dimensioni del suo esercito e pensando che se poi la guarnigione latina fosse tornata, il suo esercito sarebbe stato massacrato; in più avrebbe fatto una cosa che non gli era stata ordinata e se l'operazione non fosse andata in porto, sicuramente l'avrebbe pagata a caro prezzo. Ma, infine, Alessio decise di non perdere un'occasione del genere.
Nella notte del 25 luglio 1261 Alessio condusse i suoi uomini vicino alle antiche mura Teodosiane, e si nascosero in un monastero presso la porta Pege. Poi inviò un distaccamento di soldati cumani, guidati dai thelematarioi di Selimbria, che mostrarono ai soldati il passaggio segreto utile ad oltrepassare le mura di Costantinopoli. I cumani entrarono nel passaggio e si ritrovarono dentro le mura Teodosiane. Subito i cumani buttarono giù dalle mura le guardie latine e quindi poi aprirono le porte all'esercito di Alessio. Alle prime ore del giorno seguente Alessio entrò a Costantinopoli, presso la porta Aurea, in groppa al suo destriero e insieme a tutto il suo esercito. I bizantini combatterono con i soldati latini, questi colti di sorpresa furono sconfitti. I cumani iniziarono a disperdersi al fine di saccheggiare e bruciare le case dei latini, mentre i bizantini insieme al loro generale, da sopra le alte mura Teodosiane iniziarono ad urlare "Viva l'imperatore Michele", "Viva i romani". Quando i bizantini che vivevano ancora a Costantinopoli sentirono le urla gioiose dei loro connazionali, si radunarono per le strade ed iniziarono anch'essi ad acclamare il nome del coimperatore, Michele VIII Paleologo. L'imperatore latino Baldovino II (1228-1261), si svegliò per le grida che c'erano in città, egli sapeva di averla persa, comunque si trinceò nel palazzo delle Blacherne e inviò un messaggero alla guarnigione latina che si trovava a Dafnusia, con l'ordine di tornare immediatamente a Costantinopoli e di ingaggiar battaglia contro i bizantini. Verso la fine della giornata la flotta veneziana stava per attraccare nel quartiere veneziano; qui Alessio applicò un ottimo stratagemma, ordinando che il quartiere fosse bruciato, in modo tale che i veneziani pensassero a salvare le proprie famiglie piuttosto che a preparare una controffensiva, quei pochi veneziani decisi a combattere furono sconfitti dai bizantini. Baldovino venendo a conoscenza che il quartiere veneziano era stato incendiato e i veneziani stavano venendo irrimediabilmente sconfitti, preferì fuggire verso il Gran Palazzo, lì insieme ai suoi fedelissimi remò fino alle navi da guerra veneziane, dove si imbarcò alla volta dell'isola di Eubea ancora in mano ai latini. Tutti gli abitanti veneziani e francesi di Costantinopoli, fuggirono al molo per prendere una nave che li portasse in salvo temendo ripercussioni da parte dei bizantini. Essi furono salvati dalla flotta veneziana, tornata proprio per cercare di evitare la conquista della capitale latina.

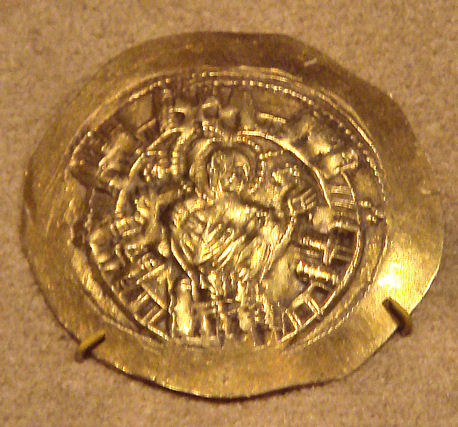
Hyperpyron di Michele VIII Paleologo: in questa moneta è rappresentata la Vergine Maria, come ringraziamento per la riconquista della capitale bizantina.

I francesi nella città, erano ormai meno di un migliaio e si nascosero nei monasteri o nelle fogne, i bizantini però non avevano intenzione di saccheggiare la loro bella città. Vedendo ciò i francesi uscirono dai loro nascondigli ed andarono al molo ad imbarcarsi. Le cronache raccontano che le trenta navi veneziane non fecero neanche rifornimenti per andare all'isola d'Eubea, molti morirono di fame ancora prima di raggiungere l'isola, visto che avevano caricato circa 3 000 civili.
La città riconquistata da Alessio contava però solamente 35.000 abitanti e molti edifici erano disabitati e in rovina. Tra uno di questi tanti edifici in macerie, c'era in cima lo scheletro del grande imperatore bizantino Basilio II (976-1025), che era stato riesumato dalla tomba dai latini per essere eretto in piedi con un flauto tra i denti, lì messo per schernire l'impero bizantino e per demoralizzare la popolazione.
Alessio dopo aver conquistato Costantinopoli, prese le insegne imperiali di Baldovino che aveva abbandonato nella fretta di scappare, le diede ad un messaggero ordinandogli di portarle a Michele che si trovava a combattere contro i turchi selgiuchidi a Metrorian in Asia Minore. La notizia gliela diede sua sorella Eulogia Paleologa, a cui però non credette; ma non appena Eulogia gli fece vedere le insegne imperiali di Baldovino, Michele partì subito per Costantinopoli.
Il 15 agosto del 1261, giorno dell'Assunzione di Maria, Michele entrò trionfante presso la porta Aurea, con in mano la grande icona della Vergine Odigitria: arrivò fino alla Basilica di Santa Sofia, dove lo attendevano Alessio ed il patriarca Arsenio, che gli pose sul capo la corona degli imperatori dei romei. Dopo che Michele era divenuto ufficialmente basileus dei romei, ringraziò l'amico per ciò che aveva fatto e lo ricompensò con i meritati onori. Fece poi accecare e imprigionare il giovane Giovanni IV, nominandosi unico imperatore e nominò suo figlio Andronico II Paleologo (1282-1328) coimperatore.

### Terza campagna in Epiro, prigionia e ultimi anni

L'impero bizantino dopo la riconquista di Costantinopoli

Dopo la conquista di Costantinopoli, Alessio era diventato famoso in tutto l'impero: aveva acquistato grande fama e gloria da ciò. Era diventato il generale più fidato di Michele, infatti nel 1262 lo inviò a combattere nuovamente contro il despotato d'Epiro. Alessio fu nuovamente catturato e imprigionato da Niceforo Ducas. Il despotato d'Epiro in quegli anni era alleato di Manfredi di Sicilia (1258-1266) acerrimo nemico dell'impero bizantino, egli infatti mirava al trono bizantino. Per questo motivo il despota inviò in prigionia Alessio, come "dono" al re siciliano. Nel 1263 Manfredi propose a Michele di liberare il suo generale a condizione che liberasse a sua volta la principessa occidentale Costanza di Hohenstaufen, vedova di Giovanni III. Michele accettò il patto sperando di recuperare l'alleanza con gli Hohenstaufen, ma ciò non avvenne. Nonostante ciò, Alessio riuscì a tornare nell'impero bizantino soltanto nel 1265, visto che - come detto - fu catturato dagli epiroti; l'imperatore fu costretto così a venire a patti col despotato. Alessio continuò in seguito la sua carriera di generale, anche con molti colpi di fortuna nelle sue battaglie, fino alla sua morte e rimase sempre molto rispettato nella corte bizantina del tempo, ch'egli frequentava. Morì tra il 1271 e il 1275, sicuramente in età avanzata.

## Famiglia
Alessio ebbe una moglie, di cui però non si conosce il nome; da questo matrimonio nacque un figlio maschio (Costantino Strategopulo), che raggiunta l'età adulta divenne sebastocratore.